# Vrå socken
Vrå socken i Småland ingick i Sunnerbo härad i Finnveden, ingår sedan 1971 i Ljungby kommun och motsvarar från 2016 Vrå distrikt i Kronobergs län.
Socknens areal är 142,26 kvadratkilometer, varav land 137,24. År 2000 fanns här 263 invånare. Kyrkbyn Vrå med sockenkyrkan Vrå kyrka ligger i socknen. 

## Administrativ historik
Vrå socken har medeltida ursprung. 
Vid kommunreformen 1862 övergick socknens ansvar för de kyrkliga frågorna till Vrå församling och för de borgerliga frågorna till Vrå landskommun. Landskommunen inkorporerades 1952 i Lidhults landskommun och uppgick sedan 1971 i Ljungby kommun.
1 januari 2016 inrättades distriktet Vrå, med samma omfattning som församlingen hade 1999/2000.  
Socknen har tillhört samma fögderier och domsagor som Sunnerbo härad. De indelta soldaterna tillhörde Kronobergs regemente, Ljungby kompani. I Vrå hade Ljungby kompani 12 rotar nummer 44-55.

## Geografi
Vrå socken ligger i västra delen av Kronobergs län på gränsen till Halland, genomfluten av Krokån. Socknen är en flack mossrik skogsbygd.
I socken finns 27 byar, Abbeshult, Bjerseryd, Broddhult, Emmeboda, Glamshult, Gunnhult, Hjortseryd, Hyhult, Håkanshult, Hästhult, Kråkshult, Kränkeboda, Ljunghult, Ljushult, Mosslunda, Mäste, Ormhult, Ryd, Singeshult, Singsjö, Slättevrå, Stråhult, Sunnervrå, Vrå, Våkön, Åkerbergshult, Össjöahult och till 1900 även Stenhöga där har funnits tre gästgivaregårdar, Vrå, Singeshult och Abbeshult. Socknen har två betydande vägar Halmstad-Ljungby och Laholm-Värnamo som möts i Vrå kyrkby.

## Fornminnen
En boplats från stenåldern och lösfynd från järnåldern är kända.

## Namnet
Namnet (1543 Wråå), taget från kyrkbyn, har betydelsen vrå, hörn.

### Fotnoter
1. 1 2 3  Svensk Uppslagsbok Vrå socken
2. 1 2  Harlén, Hans; Harlén Eivy (2003). Sverige från A till Ö: geografisk-historisk uppslagsbok. Stockholm: Kommentus. Libris 9337075. ISBN 91-7345-139-8
3. ↑  Administrativ historik för Vrå socken (Klicka på församlingsposten). Källa: Nationella arkivdatabasen, Riksarkivet.
4. 1 2  Sjögren, Otto (1931). Sverige geografisk beskrivning del 2 Östergötlands, Jönköpings, Kronobergs, Kalmar och Gotlands län. Stockholm: Wahlström & Widstrand. Libris 9939
5. 1 2 3  Nationalencyklopedin
6. ↑  Fornlämningar, Statens historiska museum: Vrå socken
7. ↑  Fornminnesregistret, Riksantikvarieämbetet: Vrå socken Fornminnen i socknen erhålls på kartan genom att skriva in sockennamn (utan "socken") i "Ange geografiskt område"